# Statens Husholdningsråd
Statens husholdningsråd (oprettet 1935, nedlagt 1999) var den første statslige forbrugerinstitution i verden, og havde til formål at rådgive om produkters kvalitet, hygiejne og lignende. Rådet blev oprettet i forlængelse af 'Statens Kontor for Ernæringsundersøgelser' som i perioden 1911 til 1935 blev ledet af lægen Mikkel Hindhede (1862-1945)
Rådet udgav Råd og Resultater med egne vare- og serviceundersøgelser med fagligt velunderbyggede råd til husholdningsarbejde.
Statens Husholdningsråd blev nedlagt i 1999, og dets funktioner mht. oplysningsarbejdet blev videreført i Forbrugerstyrelsens Forbrugerinformation.
| Myndighed | Spire Denne artikel om en offentlig myndighed er en spire som bør udbygges. Du er velkommen til at hjælpe Wikipedia ved at udvide den. |